# Pius Heinz
Pius Heinz (* 4. května 1989 Bonn) je německý profesionální hráč pokeru. V roce 2011 se stal vítězem hlavního turnaje Světové pokerové série (Main Event World Series of Poker – WSOP), kde vyhrál nad Čechem Martinem Staszkem. Byl členem týmu PokerStars.

## Život
Narodil se v Bonn, ale vyrůstal ve vesnici Odendorf. V roce 2008 odmaturoval na státním gymnáziu v Rheinbachu. Poté absolvoval civilní službu. Studoval obchodní psychologii na Hochschule Fresenius v Kolíně nad Rýnem, ze které odešel v roce 2011, aby se mohl věnovat pokerové kariéře jako člen týmu Pokerstars. Žije ve Vídni.

## Poker
Začal hrát poker v 18 letech nejprve jako koníček poté, co se díval na přenosy z turnajů na německé televizi. Po několika hrách s přáteli se rozhodl, že poker je dovednostní hra a začal hru studovat. V létě 2011 se stal profesionálem, a do ledna 2013 členem týmu Pokerstars.

## Turnajové úspěchy
V roce 2011 vyhrál hlavní turnaj Světové pokerové série, získal přibližně 8,7 milionů dolarů. Stal se prvním Němcem, který tento podnik vyhrál. O rok později obsadil 236. místo v sekci 1500$-No-Limit-Hold’em a 43. místo v části 2500$-No-Limit-Hold’em. V roce 2013 se na WSOP umístil jako 112 v 1500$-No-Limit-Hold’em. V srpnu 2011 zvítězil v barcelonském Side-Event při EPT.